# Tage Alter Musik in Herne

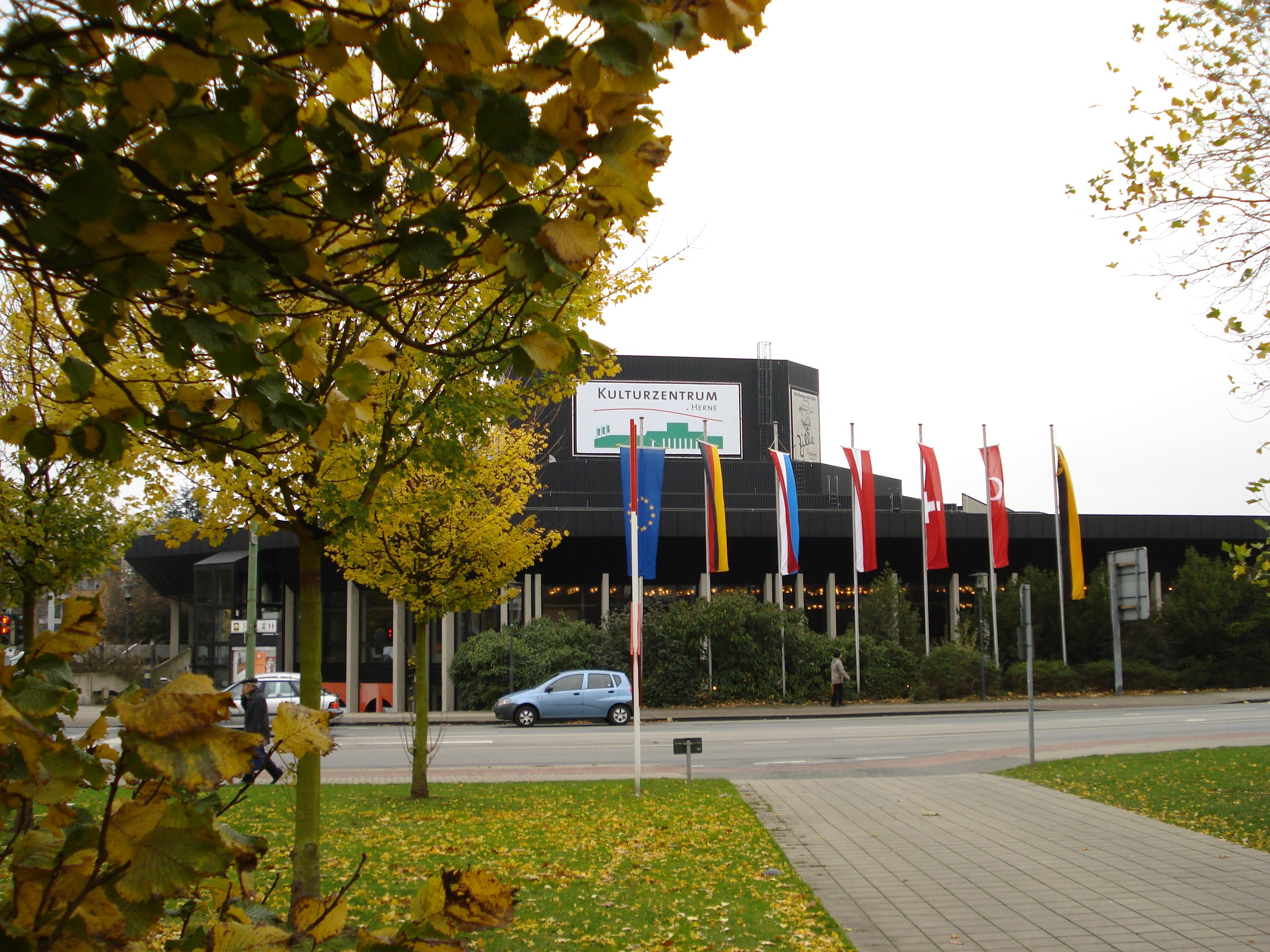
Das Kulturzentrum mit internationalem Flaggenschmuck nach Ländern der Gäste und des Hausmeisters während der Tage Alter Musik in Herne 2008

Die Tage Alter Musik in Herne sind ein seit 1976 jährlich stattfindendes Musikfestival in Herne (Nordrhein-Westfalen). Sie zählen zu den weltweit bedeutendsten Festivals für Alte Musik.
Das Festival im November ist Treffpunkt für Instrumentenbauer, Wissenschaftler und Liebhaber der Alten Musik. Eingeführt wurden die Tage Alter Musik 1976 vom damaligen Herner Stadtdirektor und Kulturdezernenten Joachim Hengelhaupt. Seit 1980 beteiligt sich der Westdeutsche Rundfunk Köln an dem Musikfest als Veranstalter der Konzerte. Nach Klaus L Neumann und Barbara Schwendowius ist dort seit 2004 Richard Lorber künstlerischer Leiter des Festivals. Alle Konzerte werden aufgezeichnet sowie live oder zeitversetzt im Kulturradio WDR 3 übertragen.
Fester Bestandteil der Tage Alter Musik ist eine Musikinstrumenten-Messe, eine themenbezogene Ausstellung hochwertiger Instrumente, die gleichzeitig Verkaufsmesse ist. Zeitweilig wurden auch Ausstellungen historischer Instrumente organisiert.
Die wissenschaftliche Betreuung der Veranstaltung liegt bei Christian Ahrens vom Musikwissenschaftlichen Institut der Ruhr-Universität Bochum. Seit 1999 wird im Rahmen der Tage Alter Musik ein spezielles Fachsymposium abgehalten.
Seit 2004 findet im Rahmen des Festivals das Kulturpolitische Forum WDR 3 statt, eine Podiumsdiskussion zu aktuellen Fragen des Musiklebens.
Veranstaltungsorte der Tage Alter Musik sind oder waren das Kulturzentrum in Herne, das Westfälische Museum für Archäologie, die Akademie Mont-Cenis, die Künstlerzeche Unser Fritz, das Schloss Strünkede, die Martin-Opitz-Bibliothek und die Flottmann-Hallen. Auch Kirchen der Innenstadt werden für Konzerte mit religiösem Bezug genutzt, beispielsweise die Kreuzkirche und die Kirche Herz Jesu.
Auszüge aus den Mitschnitten der Konzerte werden von der Stadt Herne und vom Westdeutschen Rundfunk jeweils im Folgejahr auf Tonträgern herausgegeben. Außerdem erscheinen Kataloge zu den Ausstellungen und Messen sowie Symposiumsbände zu den wissenschaftlichen Fachtagungen.